# Robert Pandini
Robert A. Pandini (* 3. Juni 1961 in Edmonton, Alberta) ist ein kanadischer Maskenbildner.

## Leben
Pandini begann seine Film- und Fernsehkarriere 1984. Seitdem hat er als Maskenbildner an mehr als 60 Fernsehsendungen und Spielfilmen mitgewirkt, darunter auch Juno (2007) und Cairo Time (2009). Für seine Arbeit an The Revenant – Der Rückkehrer erhielt er sowohl eine Oscar-Nominierung als auch eine für den BAFTA-Award. Diese teilt er sich mit Siân Grigg und Duncan Jarman. Die Arbeit an diesem Film, der unter schwierigen Bedingungen größtenteils in Alberta gedreht wurde, beschäftigte ihn ein Jahr.